# Admiral of the fleet (Australie)
Pour les articles homonymes, voir Amiral de la flotte.

Manchettes.

Le drapeau de commandement de l’admiral of the fleet est le drapeau national australien.

Le grade d’admiral of the fleet (amiral de la flotte en français) est le plus haut grade de la Royal Australian Navy, la marine militaire australienne. Cependant, il ne s'agit pas d'un grade opérationnel mais d'un titre honorifique. Au sein des Forces armées australiennes, ses équivalents sont les grades de field marshal (pour l'Armée de terre) et de marshal of the Royal Australian Air Force (pour l’Armée de l'air). 
Son grade subordonné est celui d’admiral, grade qui n'est tenu que lorsque le chief of the Defence Force (commandant en chef des Forces armées) est un officier de marine. Le grade permanent le plus élevé de la Royal Australian Navy est le vice admiral, tenu par le chief of Navy (chef de la Marine, en français).

## Histoire

Promotions des différents grades de la Royal Navy avant 1864.

Le nom vient des grades utilisés par la Royal Navy britannique de laquelle est issue la Royal Australian Navy.  Dans la flotte britannique, était divisée en trois divisions et chacune d'elles se voyait assigner une couleur : red (rouge), white (blanche) ou blue (bleue). Chaque division se voyait assigner un admiral, qui commandait à un vice admiral et à un rear admiral. Au XVIIIe siècle, les neuf rangs initiaux ont commencé à être pourvus par plus d'une personne par rang. L’admiral of the fleet commandait alors les amiraux des différentes divisions et donc, l'ensemble de la flotte britannique.
Cette organisation de la flotte britannique en escadre de couleur a été abandonnée en 1864. La flotte britannique ne gardant que le White Ensign (pavillon blanc). À cette époque, le grade d’admiral of the fleet devient un titre honorifique quand le commandement de la flotte britannique est attribuée au First Naval Lord (« premier seigneur de la mer »), rebaptisé First Sea Lord en 1904. Le titre honorifique d’admiral of the fleet est ainsi accordé aux First Lords Naval à la retraite. Cela a permis à plusieurs admirals of the fleet de coexister. 
À la création de la Royal Australian Navy, celle-ci a hérité du système hiérarchique de son homologue britannique. Cependant, le titre d’admiral of the fleet n'a été attribué qu'à une seule personne, jusqu'à présent. En 2016, l'unique titulaire de ce titre est le prince Philip, duc d'Edimbourg, prince consort de la reine d'Australie, Élisabeth II.

## Amiraux
| Attribution  | Nom                | Naissance | Mort |                                         |
| ------------ | ------------------ | --------- | ---- | --------------------------------------- |
| 2 avril 1954 | Philip Mountbatten | 1921      | 2021 | Prince Consort de la Reine Élisabeth II |

## Sources
- (en) Cet article est partiellement ou en totalité issu de l’article de Wikipédia en anglais intitulé « Admiral of the fleet (Australia) » (voir la liste des auteurs).